# LR-105-5
LR-105-5 – amerykański silnik rakietowy. Był stosowany w trzech członach rakiet z rodziny Atlas. Używany od lat 60. do połowy lat 90. XX wieku. Napędzany mieszanką nafty i ciekłego tlenu, w stosunku 2,25. Użyto około 225 silników tego typu.